# Stratego
Pour les articles homonymes, voir Stratego (homonymie).
 (août 2012).
Si vous disposez d'ouvrages ou d'articles de référence ou si vous connaissez des sites web de qualité traitant du thème abordé ici, merci de compléter l'article en donnant les références utiles à sa vérifiabilité et en les liant à la section « Notes et références ».
Stratego est un jeu de société de stratégie et de bluff, créé en 1947 (dérivé du jeu L'Attaque, breveté par Hermance Édan en 1909).

## Règles du jeu de Stratego
Le Stratego se joue à 2 joueurs (un joueur avec les pièces rouges, l'autre avec les pièces bleues) sur un plateau carré de 92 cases (10 cases de côté moins 2 lacs carrés de 4 cases chacun). Chaque joueur possède 40 pièces.
Les pièces représentent des unités militaires et ont deux faces. Une face ne peut être vue que par un seul joueur à la fois, l'autre ne voyant que la couleur de la pièce. Les pièces sont placées de telle façon que le joueur ne voit que le rang de ses propres pièces.
Au début de la partie chaque joueur dispose ses pièces comme il l'entend sur ses quatre premières rangées. Cette pré-phase du jeu est stratégique et déterminante pour la suite de la partie.
Chaque joueur déplace une pièce d'une case par tour : à gauche, à droite, en avant ou en arrière (pas en diagonale). Une attaque se produit quand le joueur déplace sa pièce sur une case déjà occupée par l'adversaire. Chaque joueur montre alors sa pièce à l'adversaire. La pièce la plus forte reste en jeu, l'autre est éliminée ; en cas d'égalité, les deux sont éliminées.

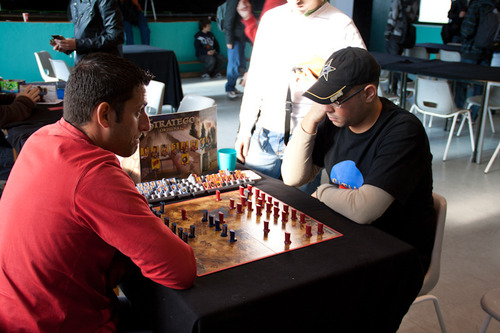
Partie de Stratego.

Voici les pièces classées de la plus forte à la plus faible (la force entre parenthèses) :
- le Maréchal (10), 1 par joueur
- le Général (9), 1 par joueur
- les Colonels (8), 2 par joueur
- les Commandants (7), 3 par joueur
- les Capitaines (6), 4 par joueur
- les Lieutenants (5), 4 par joueur
- les Sergents (4), 4 par joueur
- les Démineurs (3), 5 par joueur
- les Éclaireurs (2), 8 par joueur
- l'Espion (1), 1 par joueur
- le Drapeau (0), 1 par joueur

À ces pièces s'ajoutent les Bombes (6 par joueur). Ni les Bombes ni le Drapeau ne se déplacent.
Le but du jeu est de capturer le Drapeau de l'adversaire ou d'éliminer assez de pièces adverses afin que l'adversaire ne puisse plus faire de déplacements.
Certaines pièces obéissent à des règles spéciales :
- Si l'Espion, grade le plus faible, attaque le Maréchal, grade le plus élevé, l'Espion gagne (si le Maréchal attaque en premier, le Maréchal gagne);
- Toute pièce attaquant une Bombe est éliminée, sauf le Démineur qui prend alors la place de la Bombe (si une pièce autre qu'un Démineur attaque une Bombe, cette pièce est éliminée, et la Bombe reste en place jusqu'à l'éventuelle attaque d'un Démineur);
- L'Éclaireur peut se déplacer d'autant de cases libres qu'il le souhaite en ligne droite mais toujours pas en diagonale.

Il existe une variante du Stratego, conseillée pour les débutants :
Dans cette variante appelée Stratego Duel, les deux joueurs disposent chacun de :
- 1 Maréchal
- 1 Général
- 1 Espion
- 2 Démineurs
- 2 Éclaireurs
- 2 Bombes
- 1 Drapeau.

La règle de déroulement de jeu est la même. La durée du jeu est plus courte.

## Historique du jeu
Historiquement, le jeu a été créé aux Pays-Bas par Jacques Johan Mogendorff après la Seconde Guerre mondiale. La première édition date de 1947. La société Milton Bradley Company obtint la licence pour les États-Unis en 1960. Le jeu est très fortement inspiré du jeu de L'Attaque inventé par Hermance Édan en 1909.
Originellement, les pièces étaient en bois peint mais elles sont désormais remplacées par du plastique. Une des raisons du changement était que les pièces en bois avaient plus tendance à tomber que les pièces en plastique spécialement étudiées pour leur stabilité.
Le jeu de Vive la Quille ! ou les Grands Amiraux sont deux autres jeux se basant sur les mêmes principes.

## Popularité
Le jeu est particulièrement populaire en Europe où régulièrement des compétitions nationales et internationales sont organisées, la plupart des tournois étant encadrés par l'EGC (European Games Commission) dont le président est Mark Coenen et l'ISF (International Stratego Federation). L'EGC a pour objectif de promouvoir le stratego dans différents pays européens, dont la Belgique, la Grèce, la Russie, l'Ukraine, les Pays-Bas et la France, qui forment les 6 fédérations membres de l'EGC.
L'ISF calcule le classement mondial de chaque joueur ayant participé à un tournoi, et organise chaque année le championnat du monde.
L'ISF possède quatre membres : Pays-Bas, Allemagne, Angleterre, Grèce.
Voici les derniers vainqueurs individuels du championnat du monde :
- 2014 : Tim Slagboom (lieu : Grèce)
- 2013 : Tim Slagboom (Allemagne)
- 2012 : Pim Niemeijer (Pays-Bas)
- 2011 : Richard Ratcliff (Angleterre)
- 2010 : Pim Niemeijer (Pays-Bas)
- 2009 : Steffen Annies (Allemagne)
- 2008 : Pim Niemeijer (Ukraine)
- 2007 : Vincent de Boer (Belgique)
- 2006 : Erik van den Berg (Belgique)
- 2005 : pas de championnat
- 2004 : Vincent de Boer (Belgique)
- 2003 : Vincent de Boer (Autriche)
- 2002 : Erik van den Berg (Pays-Bas)
- 2001 : Erik van den Berg (Allemagne)
- 2000 : Erik van den Berg (Angleterre)
- 1999 : Jonny van Geffen (Angleterre)
- 1998 : Luc Adriaansen (Angleterre)
- 1997 : Peter van Bodegom (Angleterre)
En Belgique, les tournois sont organisés par Philippe Bergiers et Loris Collart tant en Flandres qu'en Wallonie.
Les derniers champions de Belgique sont:
- 2014 : Steven Meyer
- 2013 : Steven Meyer
- 2012 : Steven Meyer
- 2011 : Philippe Bergiers
- 2010 : Loris Collart
- 2009 : Steven Meyer
- 2005-2008 : pas de championnat
- 2004 : Steven Meyer

## Stratego à quatre
Il existe une variante du Stratego original pour quatre (ou trois) joueurs. Chaque participant est placé à une extrémité du plateau et le but est de conquérir avec une pièce portant le drapeau (visible par les autres joueurs) le fort situé au centre du plateau. Les pièces sont sensiblement les mêmes mais on notera les changements suivants :
- L'apparition de Canons (2 par joueur).
- Le fait que les Capitaines soient montés sur des chevaux (ils peuvent donc se déplacer de 2 cases au lieu d'une).

## Bellicus
Stratego existe également sous une variante électronique appelée Bellicus qui compte plus de pièces, notamment un Cavalier, des Avions et des Tanks. La principale différence se trouve dans le but du jeu. En effet, au Stratego celui qui trouve le Drapeau remporte la victoire alors qu'au Bellicus le but du jeu est soit de détruire l'ensemble des pièces de l'adversaire, soit de placer une pièce de pouvoir à un endroit bien défini. De plus, contrairement au Stratego, la valeur exacte de la pièce remportant une attaque n'est pas dévoilée, le joueur ne peut alors que supposer sa force. Le Bellicus se trouve principalement sur Nintendo DS lite ou Nintendo DSI avec la cartouche 42 Jeux Indémodables.
Dans Bellicus, les plus fortes pièces sont les officiers généraux qui correspondent au général, au maréchal puis au colonel du Stratego. Dans l'ordre des pièces les plus fortes viennent ensuite l'avion, le tank puis les officiers supérieurs et enfin les officiers subalternes. Le général ne peut être détruit que par un autre général ou une bombe ou l'espion. La principale utilité du cavalier est la possibilité de se déplacer rapidement et de détruire l'espion mais aussi les démineurs. L'avion est une pièce très puissante. En effet il permet notamment d'éviter les bombes puisqu'il les détruit mais aussi il peut détruire n'importe quelle pièce hormis les officiers généraux. Mais son plus gros avantage et de pouvoir se déplacer de front avec une marge infinie. En effet il peut traverser la barrière du milieu souvent représentée par un fleuve.
Le tank peut se déplacer de front de deux cases, il peut aussi détruire pas mal de pièces mais il reste néanmoins faible contre les bombes. Il peut être utilisé au début pour ouvrir une brèche.

## Vive la Quille!
Il existe aussi une variante du Stratego nommée "Vive la Quille !". Le système de jeu ressemble beaucoup au Stratego avec seulement quelques différences :
- Le Drapeau est remplacé par une quille, qui n'a cependant aucune différence avec le Drapeau du Stratego.
- Il n'y a pas d'Éclaireurs (toutes les pièces, à l'exception des Mines et de la Quille se déplacent d'une case orthogonalement).
- Les grades sont : Général ; Colonel ; Commandant ; Capitaine ; Lieutenant ; Adjudant ; Sergent ; Caporal ; Soldat de 2e classe.
- Toutes les pièces sont au nombre de un, sauf les Soldats, les Mines et les Détecteurs de mines qui sont respectivement au nombre de 5 ; 3 et 2.
- Les Démineurs (appelés ici Détecteurs de mines) ont, à l'instar du jeu des Grands Amiraux, une valeur inférieure à toutes les autres pièces (y compris l'Espion).
- Le plateau de jeu est ici un damier, et les pièces doivent au départ toutes se poser sur les cases sombres.